# Semi-chenillé

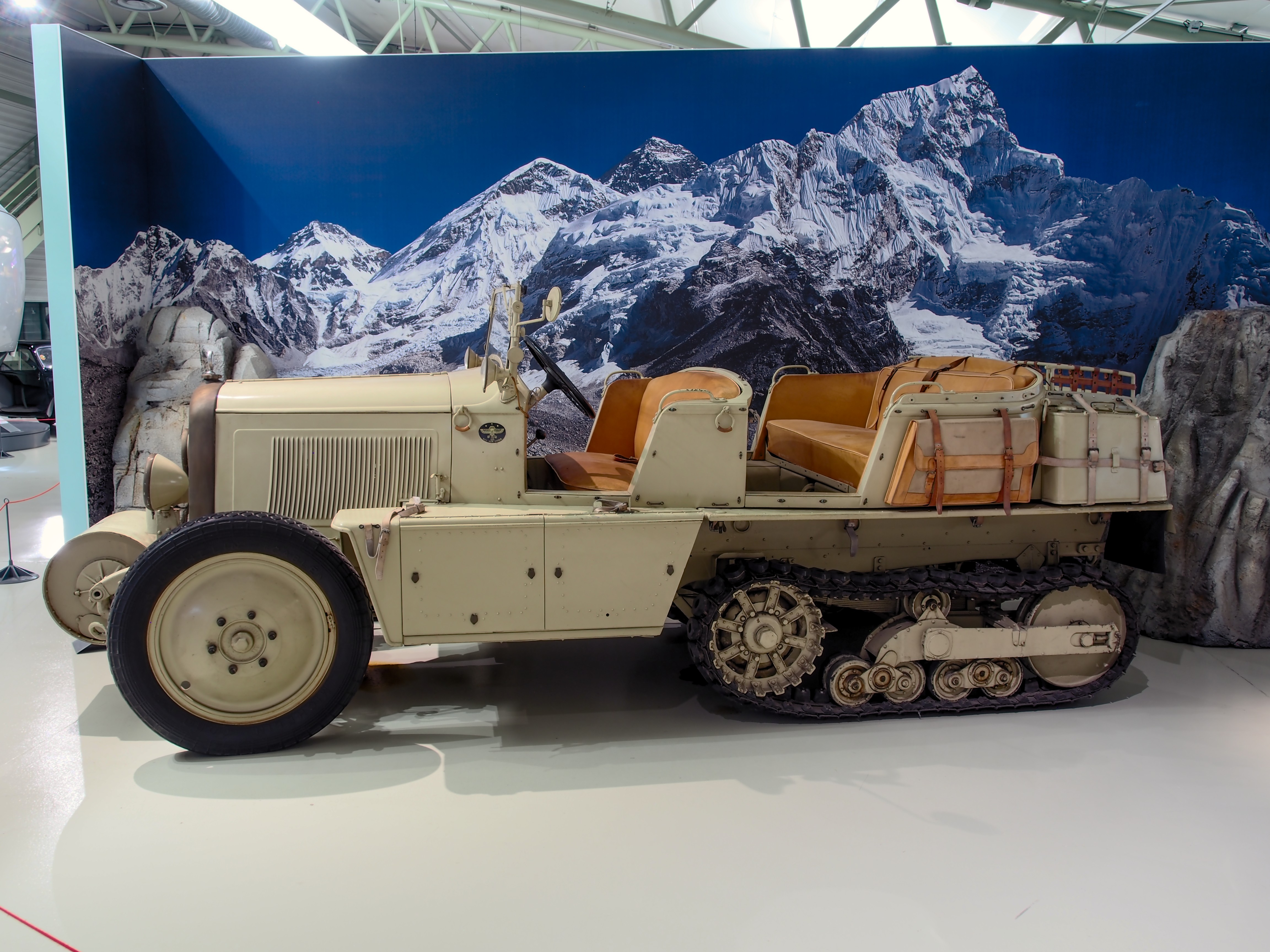
Citroën P17, 1930.

Un semi-chenillé (en anglais : half-track), est un véhicule tout terrain propulsé par deux chenilles et qui est équipé d'un essieu avant directeur équivalent à celui d'une automobile.

## Origine

### Les pionniers

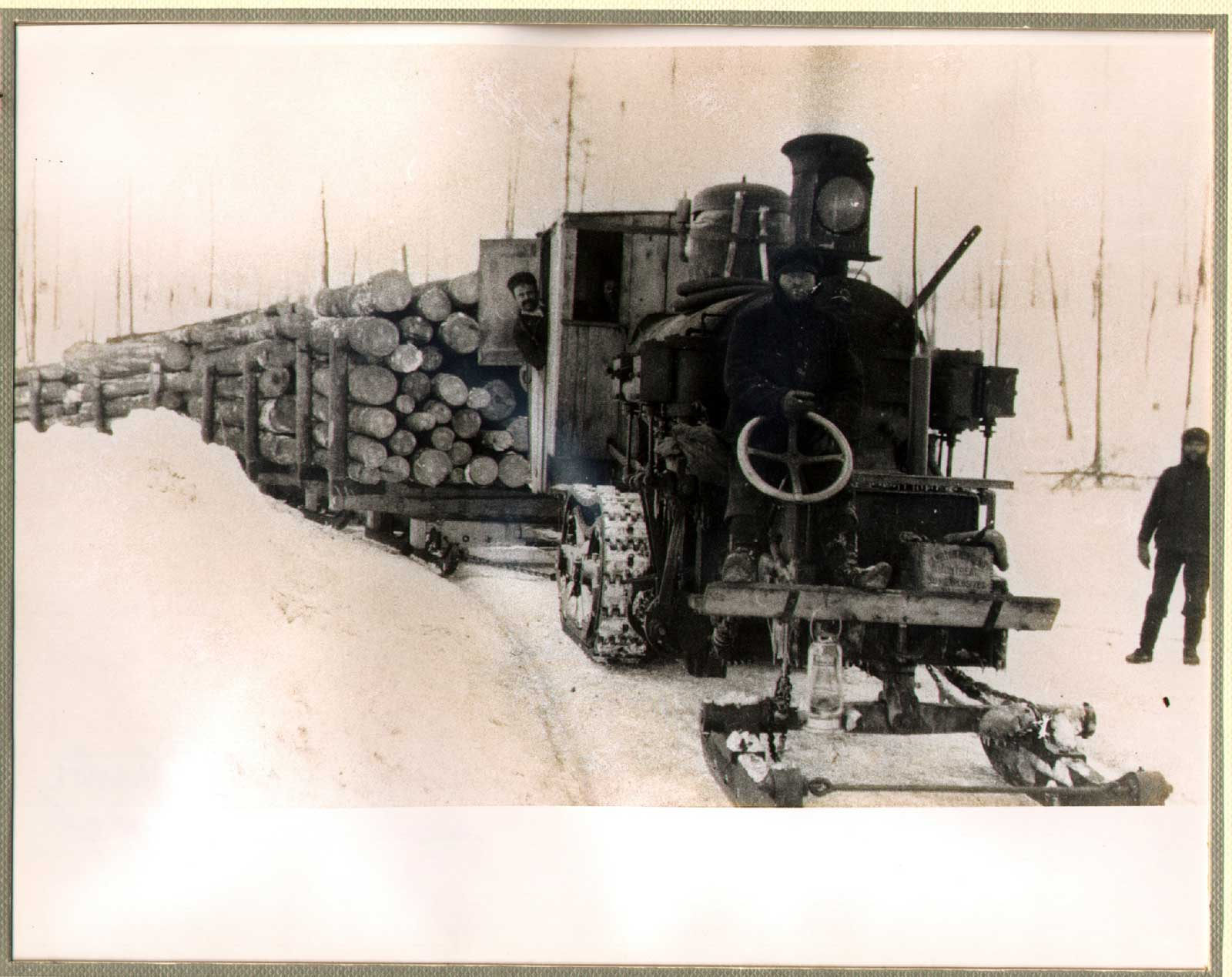
Phoenix 1915 (fabriqué sous licence de Lombard). Notez le conducteur à l'avant.

À partir de 1850, plusieurs inventeurs ont déposé des demandes de brevet pour des véhicules à chenilles et ont parfois fabriqué un prototype. En 1893, Charles H. Stratton fabrique un semi-chenillé à vapeur, à Moscow, Pennsylvanie.
Alvin O. Lombard est le premier à commercialiser le Lombard Steam Log Hauler pour le débardage de grumes dans le Maine aux États-Unis. En 1899, il débute la construction d'un prototype qui est utilisé dès 1900 (le brevet est émis en 1901). Le Log Hauler ressemble à une locomotive propulsée par deux chenilles et munie de skis pour la direction. Par la suite, son concept de chenilles a été utilisé pour les tracteurs agricoles, les équipements de construction (bulldozer) et, pendant la Première Guerre mondiale, les chars d'assaut ainsi que les semi-chenillés (les Français ont recours à Lombard pour développer le premier char d'assaut).
Benjamin Holt fabriquait des tracteurs à vapeur munis d'immenses roues arrière (en forme de rouleau de bois) pour les sols mous de sa région de Californie. Vers la fin de 1904, Holt s'inspire des chenilles articulées de Lombard (les patins sont reliés par des charnières) pour développer une chenille à chaîne centrale sur laquelle les patins sont boulonnés; à partir de 1907, Holt fabrique des tracteurs agricoles semi-chenillés de style tricycle (une seule roue avant). En 1914, il achète le brevet de la compagnie anglaise Richard Hornsby & Sons pour obtenir sa technologie de direction par contrôle de la puissance à chaque chenille. Vers 1916, l'entreprise McKeen Motor Car (en) fabrique un semi-chenillé pour l’armée américaine muni d’un treuil central pour manœuvrer un ballon d’observation militaire ; le prototype utilise un châssis de camion Four Wheel Drive avec le moteur monté à l’arrière et dont les roues arrière sont remplacées par un ensemble de chenilles Holt. Il semble que l’armée a aussi fait construire des prototypes (avec chenilles arrière) à partir de camions à quatre roues motrices de marque Jeffrey et Nash Quad.

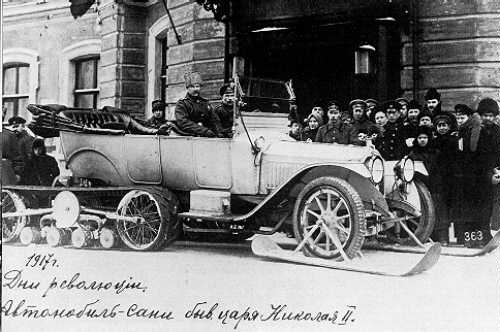
Kégresse en 1917.

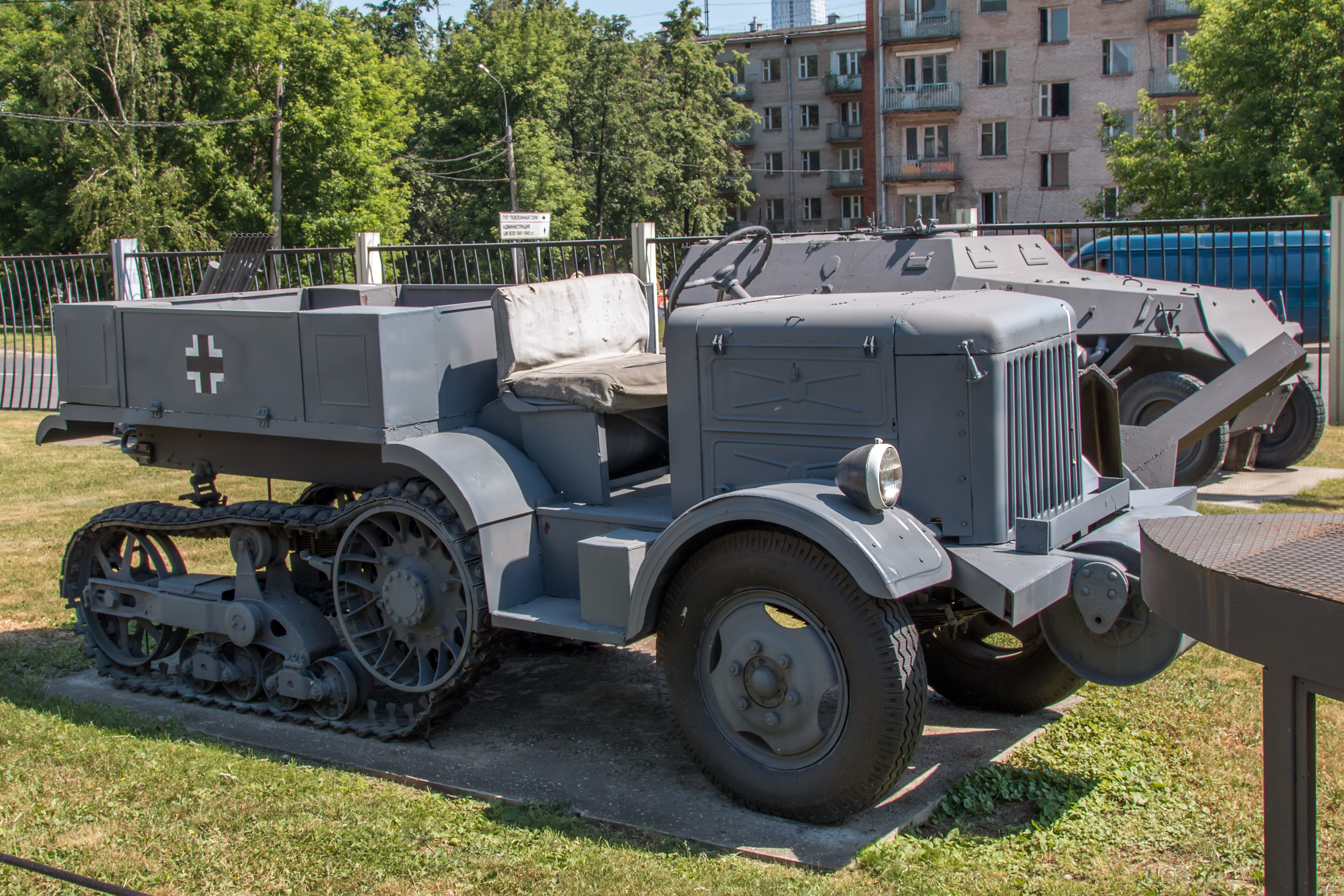
Citroën Kegresse C6 P16.

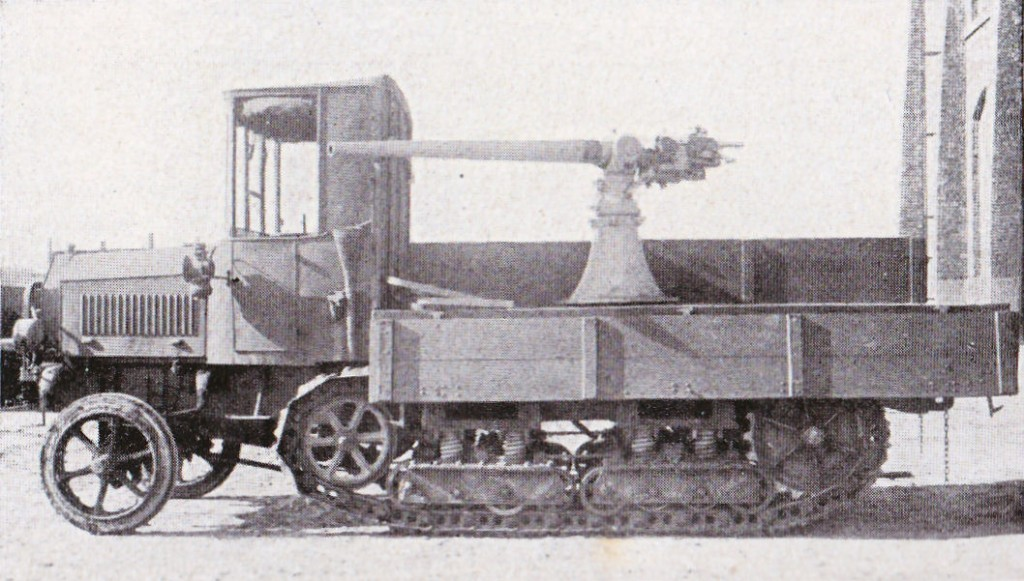
Marienwagen II

Un autre pionnier remarquable fut le Français Adolphe Kégresse qui, en 1910, invente une chenille souple et transforme plusieurs automobiles pour le tsar Nicolas II. Son système s’appliquera à des véhicules de l’armée impériale russe dès 1914, en particulier des ambulances Packard et des auto-mitrailleuses Austin-Putilov qu’utilisèrent plus tard les bolcheviks. En Allemagne, quarante-quatre semi-chenillés Marienwagen II (7 500 kg) sont fabriqués dès 1918 en utilisant des châssis de camion Daimler Marienfelde ALZ 13. En 1919, Kégresse rejoint Citroën et met au point l'autochenille Citroën Kégresse-Hinstin.
En 1915, Holman Harry Linn quitte Lombard et fait breveter une chenille dont la partie centrale (au sol) est supportée par un châssis triangulaire pivotant. Linn construit une usine à Morris, New-York et fera enregistrer le nom «Haftrak». De 1915 à 1952, environ 2 500 semi-chenillés avec moteur à combustion seront produits.

### Chenille sur châssis triangulaires

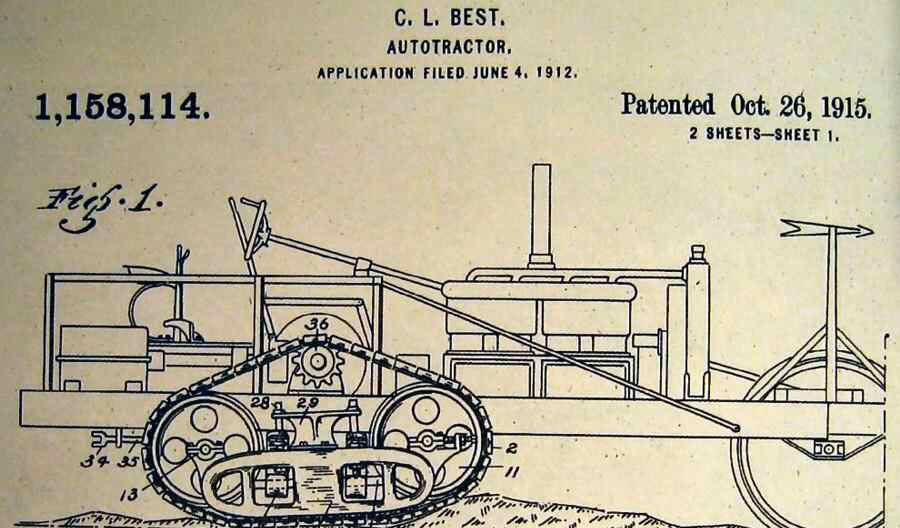
Brevet de C. L. Best.

En 1915, la compagnie Best obtient un brevet pour un semi-chenillé dont la chenille roule autour d'un châssis triangulaire avec le barbotin (roue dentée d'entraînement) au sommet, ce qui permet de chevaucher les obstacles; en 1925, Best fusionne avec Holt pour former la Caterpillar Tractor Co. En 1916, la compagnie Dayton-Dick Co., Quincy (Illinois), fabrique le tracteur agricole semi-chenillé Leader qui utilise le même principe. En 1918, la compagnie Acme (Peoria, Illinois) offre un tracteur Acme 12-24 dont les roues arrière sont interchangeables avec un train de chenilles semblable à celui du Leader. Plusieurs fabricants (dont Holt, John Deere model D, Hadfield-Penfield, Leamington), ont offert des ensembles de chenilles avec cette configuration pour remplacer les roues arrière de tracteurs de ferme. En 1938, cette configuration est utilisée par le fabricant américain des Sno-Cats, la compagnie Tucker ; ils sont toujours en production. Aujourd'hui, cette configuration est largement utilisée sur les tracteurs de ferme à quatre roues motrices et sur les petits véhicules tout terrain, mais avec des chenilles moulées en caoutchouc armé.

### Les autoneiges

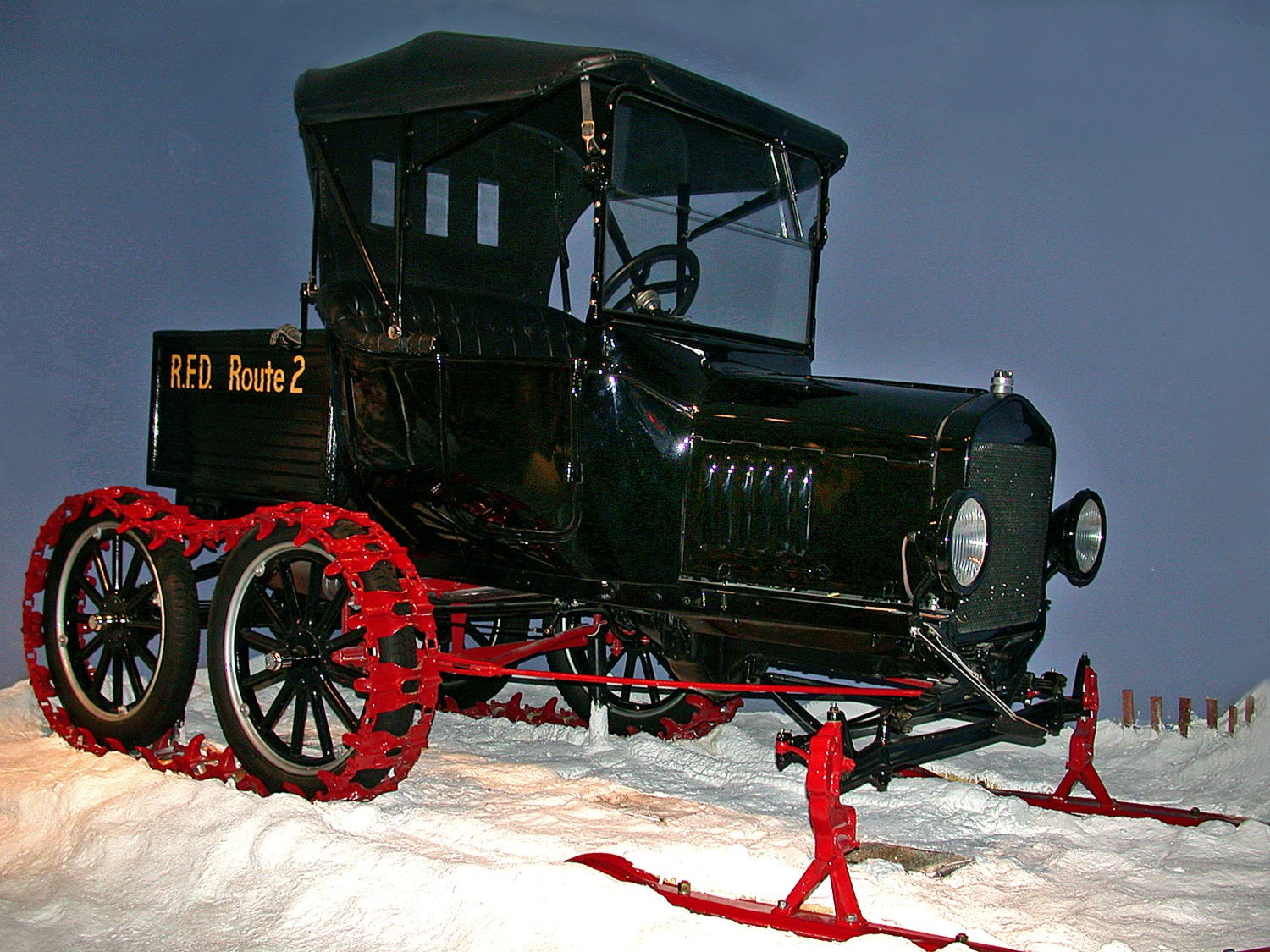
Modèle T avec « snowmobile attachment ».

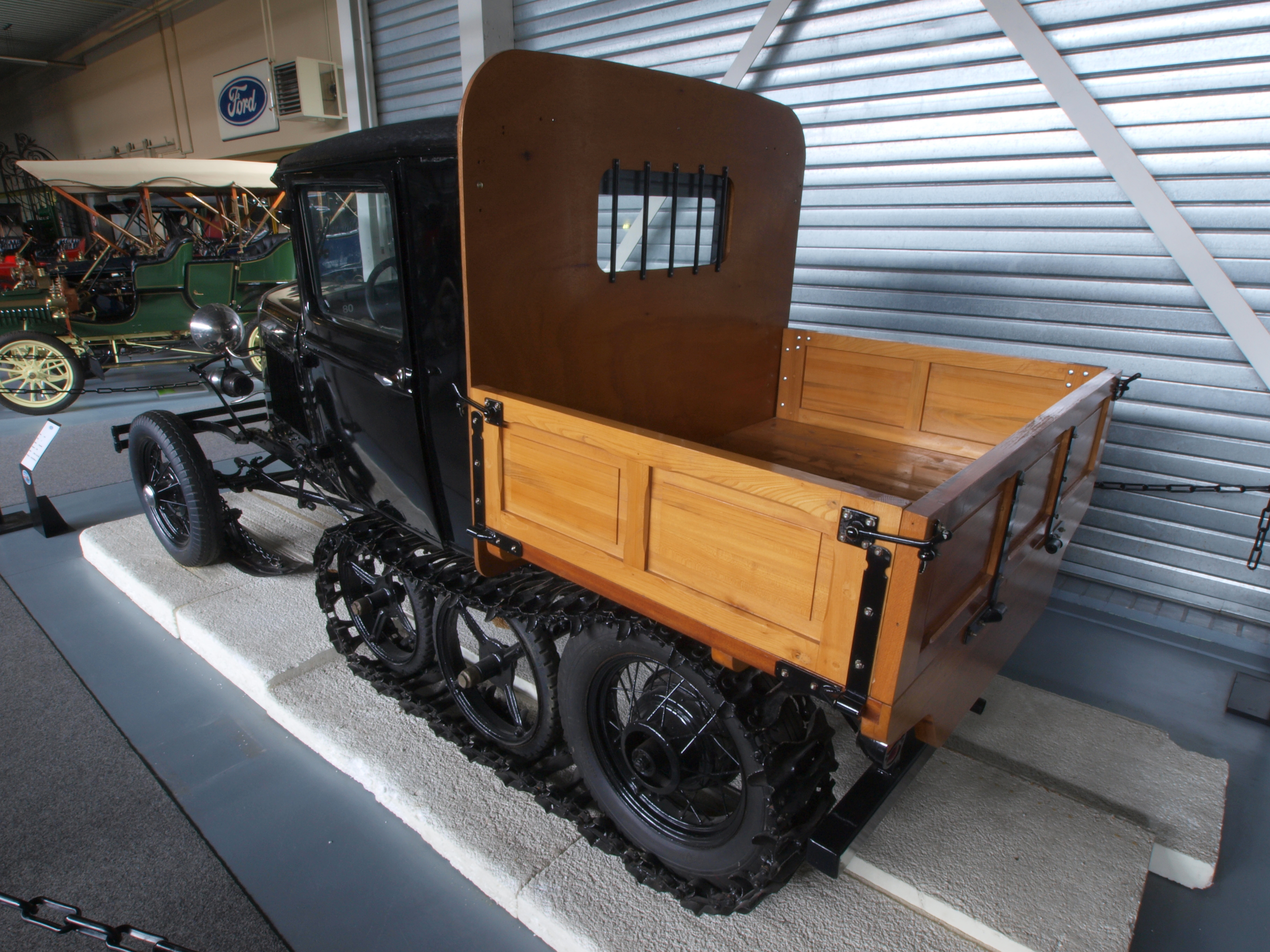
Camionnette Ford modifiée avec le Super Snow Bird.

Dès 1910, Kégresse modifie des automobiles de luxe pour circuler sur la neige. Aux États-Unis, la popularité des automobiles Ford, incite plusieurs constructeurs à les modifier pour leur permettre de rouler sur la neige en hiver. Vers 1913, Virgil D. White transforme une automobile Buick G en semi-chenillé (prototype photo no 21). Devenu un concessionnaire Ford, il expérimente avec le Ford Model T produit à grande échelle; en 1917, il obtient un brevet pour une trousse de conversion (attachment to convert in a snowmobile) qui inclut un essieu libre, deux roues additionnelles, les chenilles (de style patins d'acier reliés par mailles carrées) et les skis. En 1925, les droits de fabrication sont vendus à Farm Specialty Manufacturing Co du Wisconcin (environ 20 000 trousses sont vendues de 1922 à 1929).
En 1925, B. F. Arps transforme Farm Specialty en Arps Co. à la suite du départ de son partenaire Adolf Langenfeld qui fonde sa compagnie pour fabriquer le Snow Flyer avec une chenille qu'il a développée; le patin est plus large avec une perforation centrale dont le métal est replié pour former les guides latéraux (le patin White est plus étroit et sans ouverture centrale; les guides latéraux incorporent une barre plate repliée pour accrocher les mailles et sont fixés par rivets).

. Dès 1929, les deux compagnies fusionnent à nouveau sous le nom de Arps Co. et, jusqu'à 1940, produiront deux ensembles de chenilles (avec le patin développé par Langenfeld) pour transformer une automobile en autoneige à New Holstein aux États-Unis: le «Snow Bird» qui ajoute un essieu à roues libres et le «Super Snow Bird» à deux essieux additionnels. Deux pneus spéciaux à crampons de caoutchouc, sont inclus dans la trousse de conversion et permettent une traction directe. À partir de 1937, le Super Snow Bird inclut deux moyeux à démultiplication planétaire (5/1) pour l'essieu arrière moteur de l'automobile. Il était parfois nécessaire de couper le bas des portes sur certaines automobiles. Deux autres fabricants sont: Hilco Auto Sled, St. Cloud, Minnesota. et Eskimobile Co., Almena, Wisconsin.

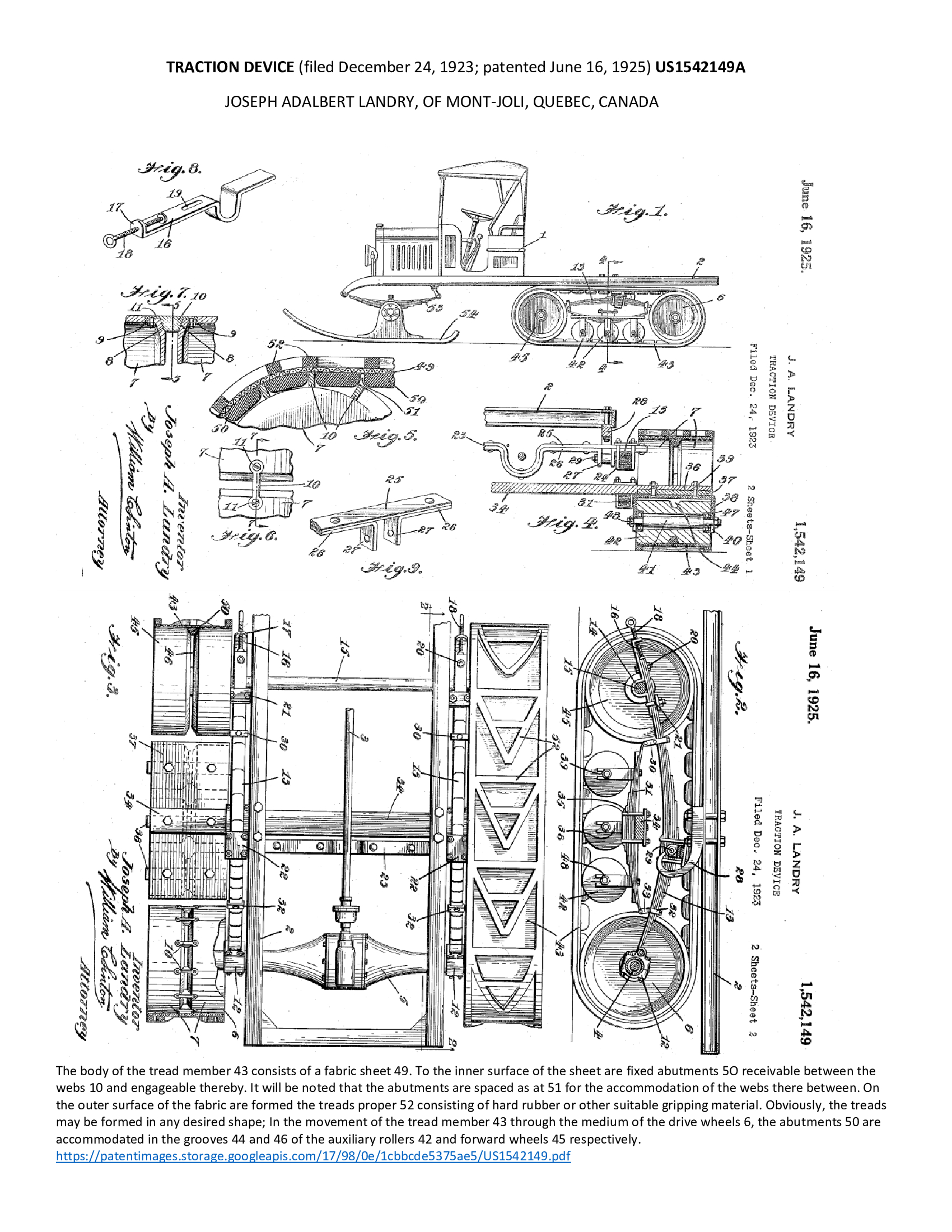
Brevet de J. A. Landry.

À l'hiver 1919-1920, le Québécois Adalbert Landry, assisté de son mécanicien en chef Antoine Morissette, met au point une autoneige dont le train chenillé s'apparente à celui de Kégresse. Le 8 décembre 1922, Landry parcourt 40 km entre Mont-Joli et Rimouski. Il fait breveter son invention en 1923 au Canada et aux États-Unis. En janvier 1924, Landry se rend à Montréal (577 km) en conduisant un de ses modèles qu'il présente à l'Exposition annuelle d'automobile. Sur une photo d'un journal de l'époque le nom «L'AUTONEIGE LANDRY» est peint sur la portière. De 1924 à 1948, une centaine de véhicules sont modifiés, principalement des camions pour l'industrie forestière, incluant un camion citerne (photo) appartenant à la compagnie de distribution de produits pétroliers de Landry.

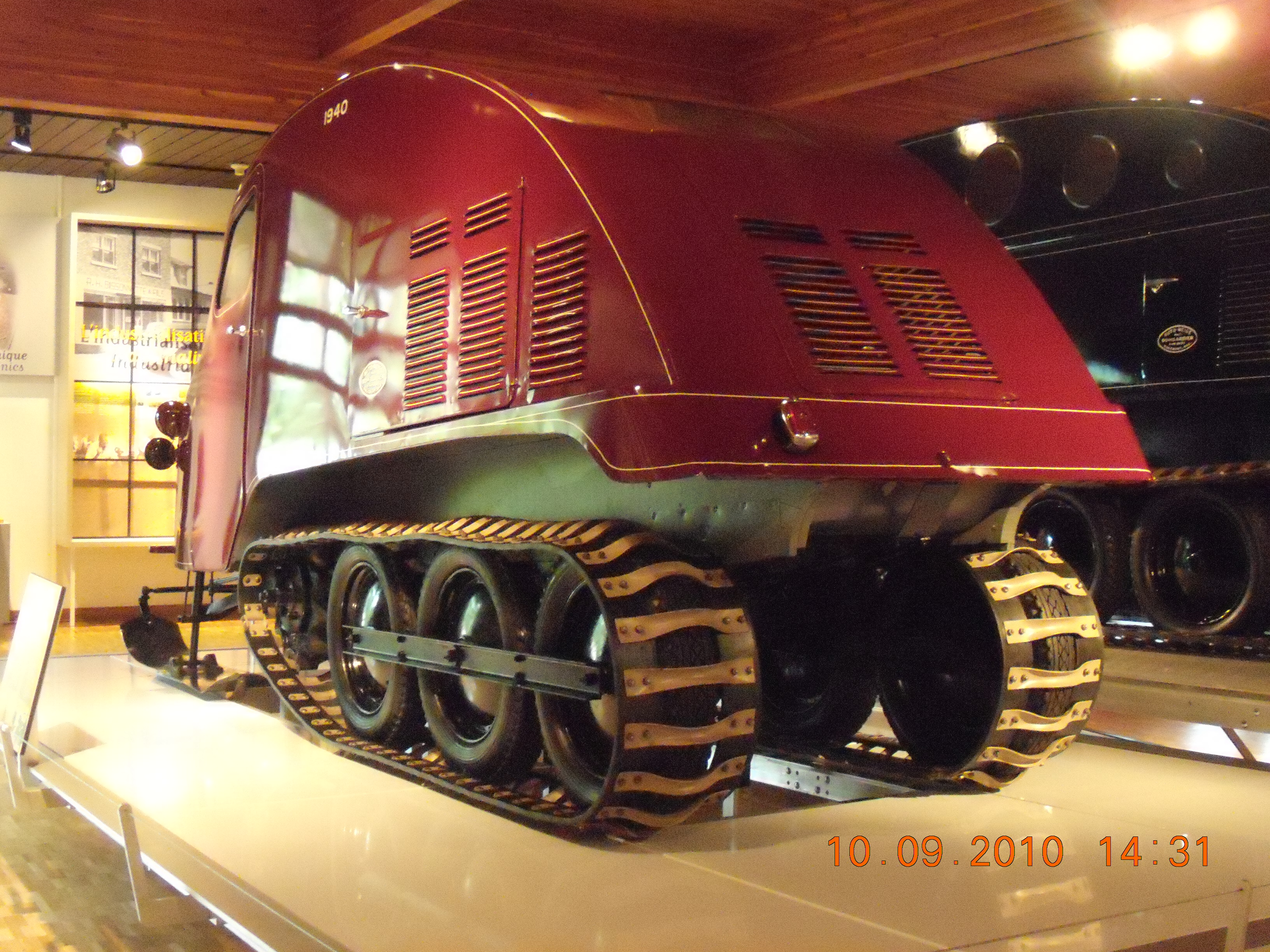
Bombardier B-7.

En 1935, Bombardier invente la chenille à travers d'acier boulonnés sur courroies de caoutchouc (à convoyeur) et entrainée par un barbotin caoutchouté (engrenage). En 1936, il commercialise l'autoneige B-7 (7 passagers). En 1941, Bombardier commercialise l'autoneige B-12 pour le transport de 12 passagers sur les routes enneigées; plus de 3 000 semi-chenillés B-12 seront fabriqués et plusieurs sont toujours utilisés aujourd'hui et sont très en demande par les collectionneurs. La chenille légère et le moteur arrière de l'autoneige B-12 dans un châssis léger ont révolutionné les semi-chenillés sur neige, basés originellement sur des automobiles modifiées. 

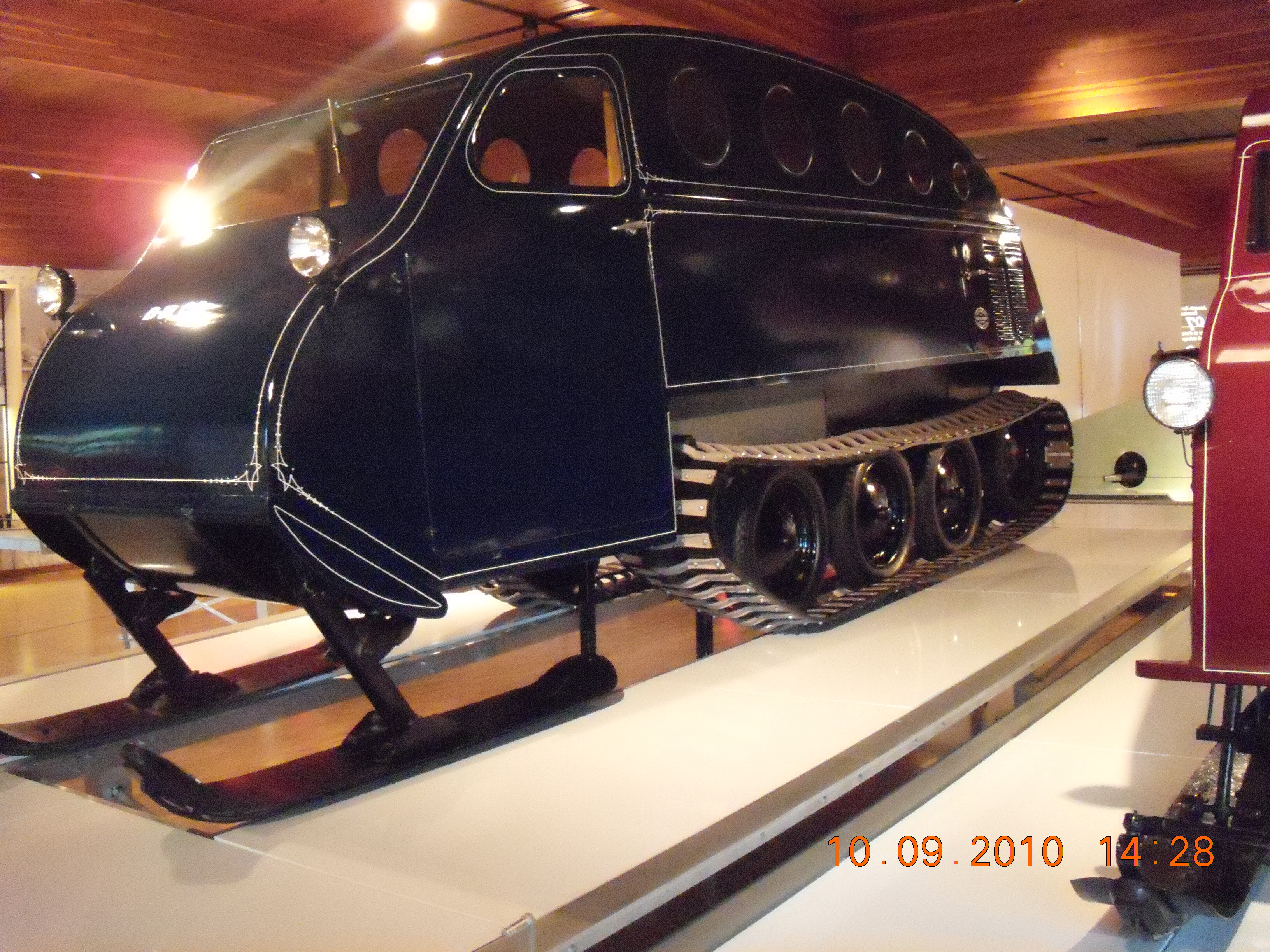
Bombardier B-12.

En 1949, le gouvernement du Québec généralise le déneigement des routes. Bombardier se diversifie en produisant des véhicules pour l'exploration pétrolière et le travail forestier. Le BT est la version camion du B-12 avec moteur arrière et, en 1950, deux semi-chenillés robustes à moteur avant s'ajoutent: le TN (Truck Narrow à chenilles du B-12) et le TD (Truck Double, à chenilles larges à double roue développées vers 1942 pour une chenillette militaire Mark I). Le Muskeg est une version civile du Mark I produite à partir de 1953. Aujourd'hui, la compagnie canadienne Foremost-Nodwell fabrique, avec des chenilles à travers d'acier boulonnés sur courroies, des transporteurs tout-terrain dont certains de très grand format; ce type de chenille est aussi utilisé par la plupart des dameuses de pistes de ski alpin.
En 1938, les premiers Sno-Cats de Tucker sont des autoneiges.

### Seconde Guerre mondiale

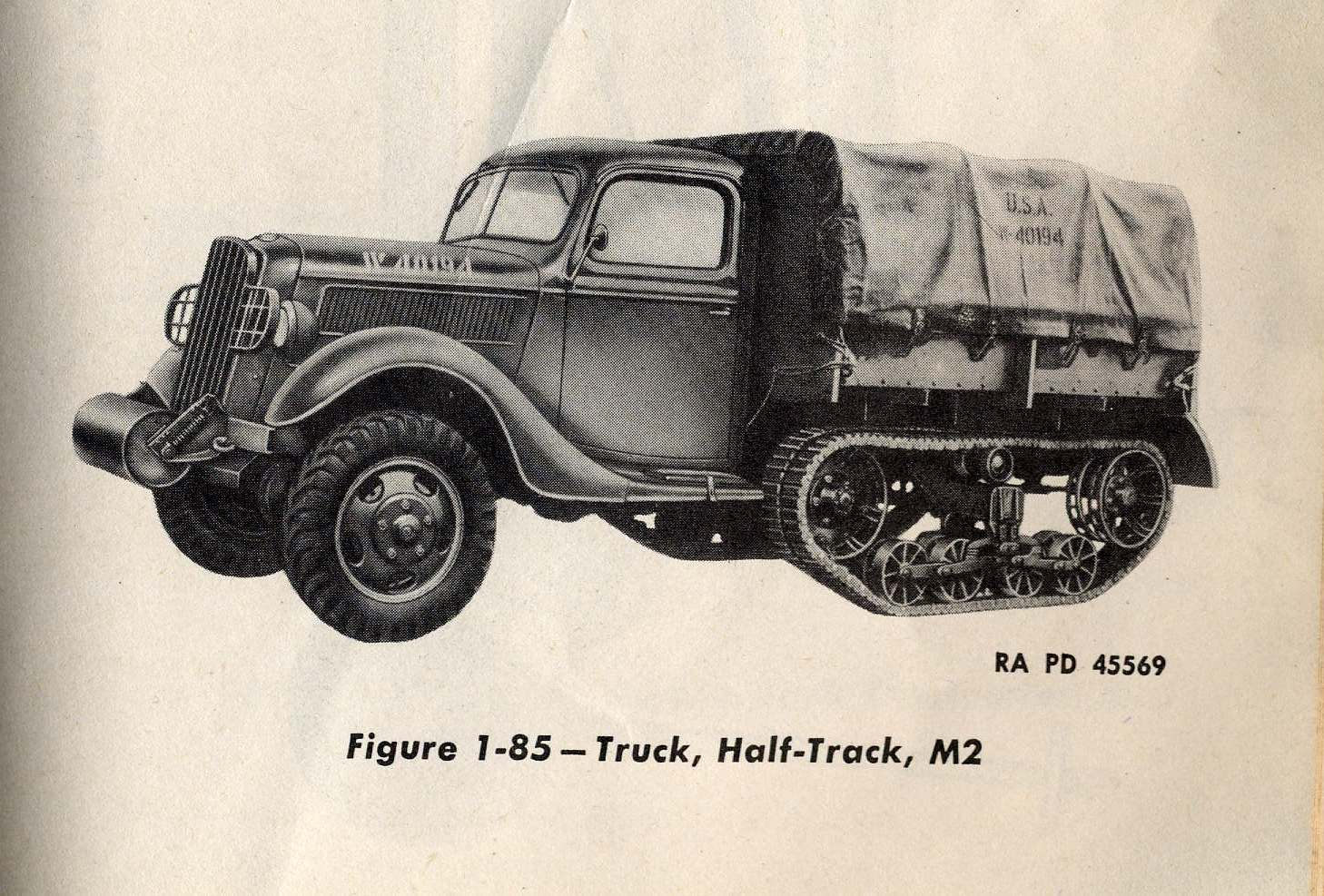
Ford-Marmon-Herrington M2 haft-track.

De 1917 à 1922, Allis-Chalmers a vendu des camions semi-chenillés à l'armée russe qui en transforme plusieurs en véhicules blindés. Après la première guerre mondiale, l'armée américaine cherche à développer un semi-chenillé militaire et, vers 1929, elle achète plusieurs semi-chenillés Citroën-Kégresse ainsi que la licence de production mais trouve que le moteur manque de puissance. De nombreux prototypes sont soumis par différents manufacturiers incluant Linn (T3 & T6). Une percée survient en 1936 avec le tracteur d'artillerie T9 de Marmon-Herrington muni d'un pont avant entraîné via une boîte de transfert et d'un rouleau avant pour franchir les fossés. Les M2 et M3 qui sont une évolution du T9, seront fabriqués durant la Seconde Guerre mondiale par les compagnies White Motor Co. (15 414), Autocar (12 168) et Diamond T (12 421) qui ont une plus grande capacité de production. En 1944, Allis-Chalmers produit 291 «M7 snow tractors» pour l'armée américaine.

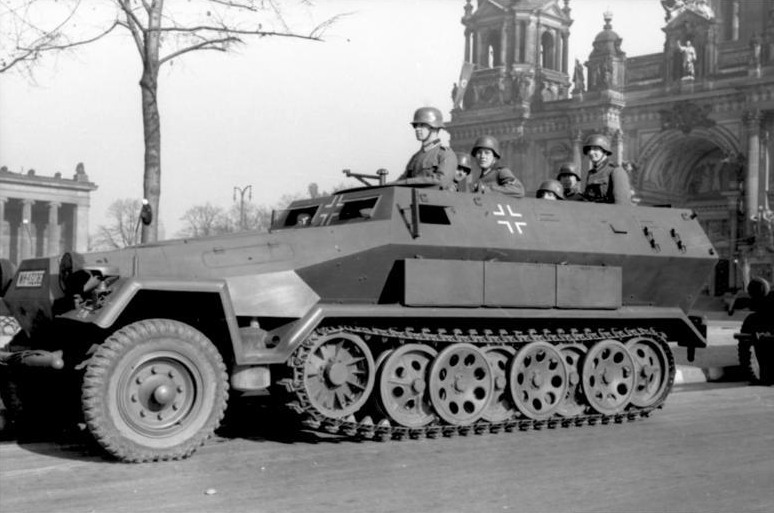
Sd.Kfz.251.1

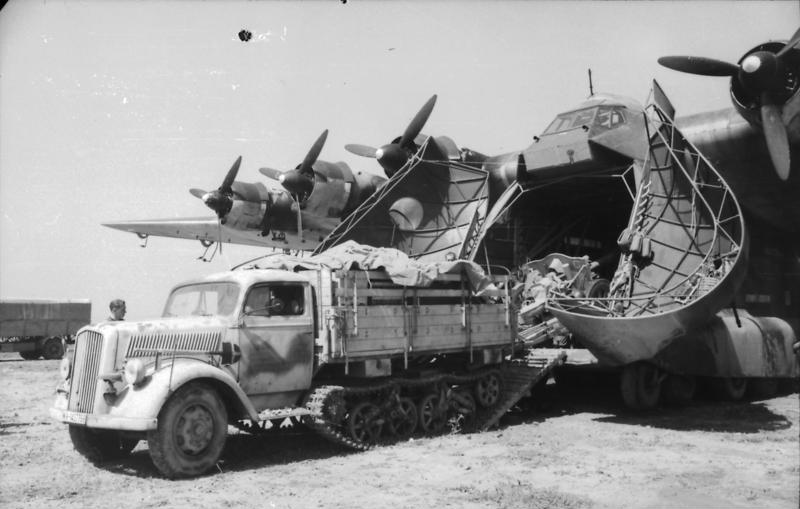
Sd.Kfz.3 (Opel-Maultier).

L'armée allemande produit des semi-chenillés dans la série de véhicules tout usage Sonderkraftfahrzeug (Sd.Kfz) qui inclut les chars d'assaut. Le Sd.Kfz.3 (1942-1945) fut développé après l’invasion de la Russie en juin 1941; alors que les camions s'embourbaient continuellement, des combattants transformèrent un camion Opel Blitz de 3 tonnes en véhicule semi-chenillé, en remplaçant les roues arrière par un train de chenilles de Panzer I entraînées par le pont arrière. L'idée se révéla si bonne que par la suite cette modification fut effectuée en usine, sur les différents modèles de camions en service dans la Wehrmacht (Ford, Klöger-Humbold-Deutz, Daimler-Benz, Opel); la plupart des conversions Maultier étaient basées sur des camions Opel.
Les deux armées utilisent plusieurs configurations de leurs semi-chenillés: camion, transport de troupe, tracteur d'artillerie et modèles blindés avec armement sur tourelle arrière. Le Sd.Kfz.251 est la version blindée du Sd.Kfz.11.

## Galerie

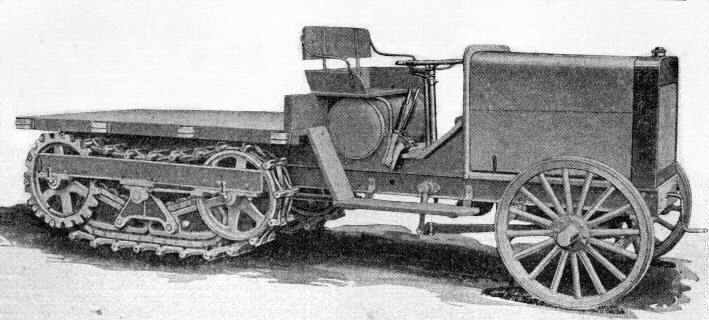
Linn tractor 1916.
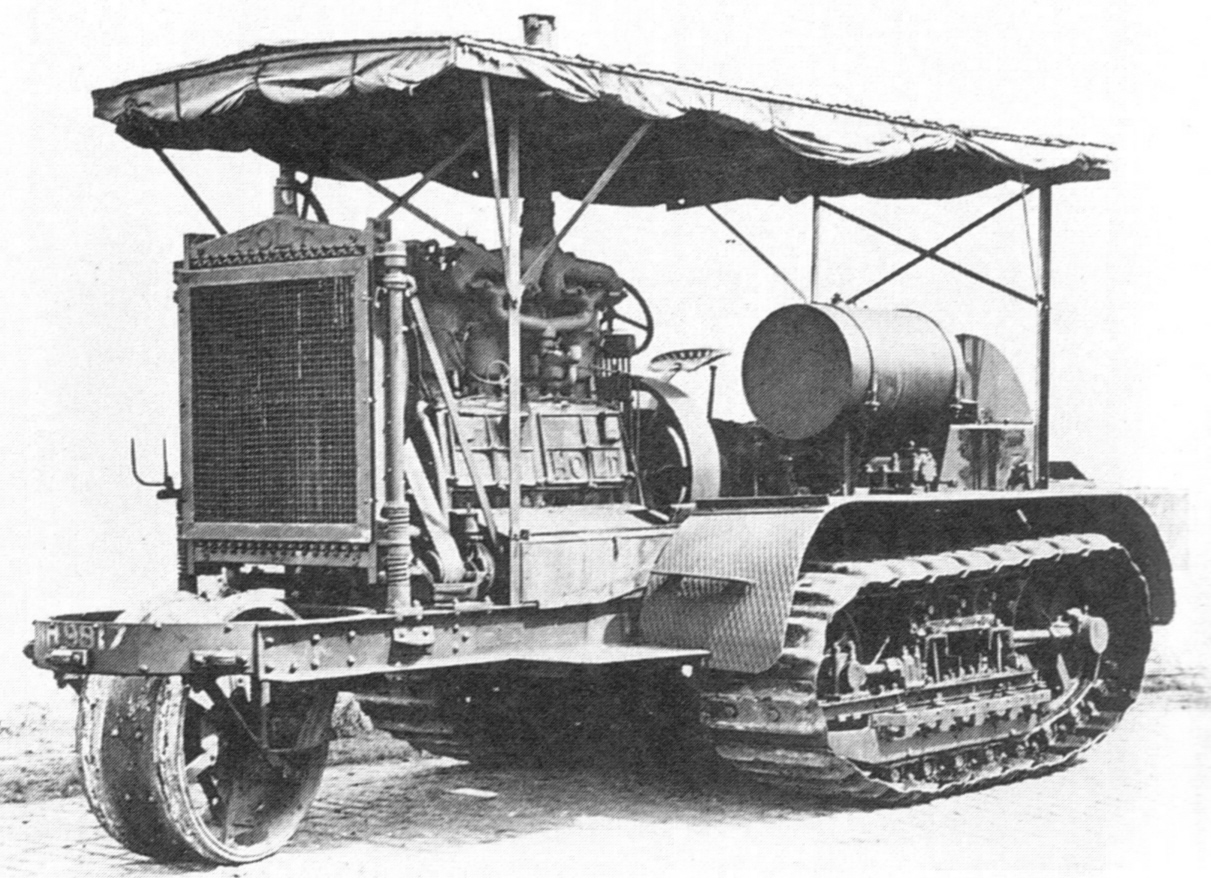
Holt 75.
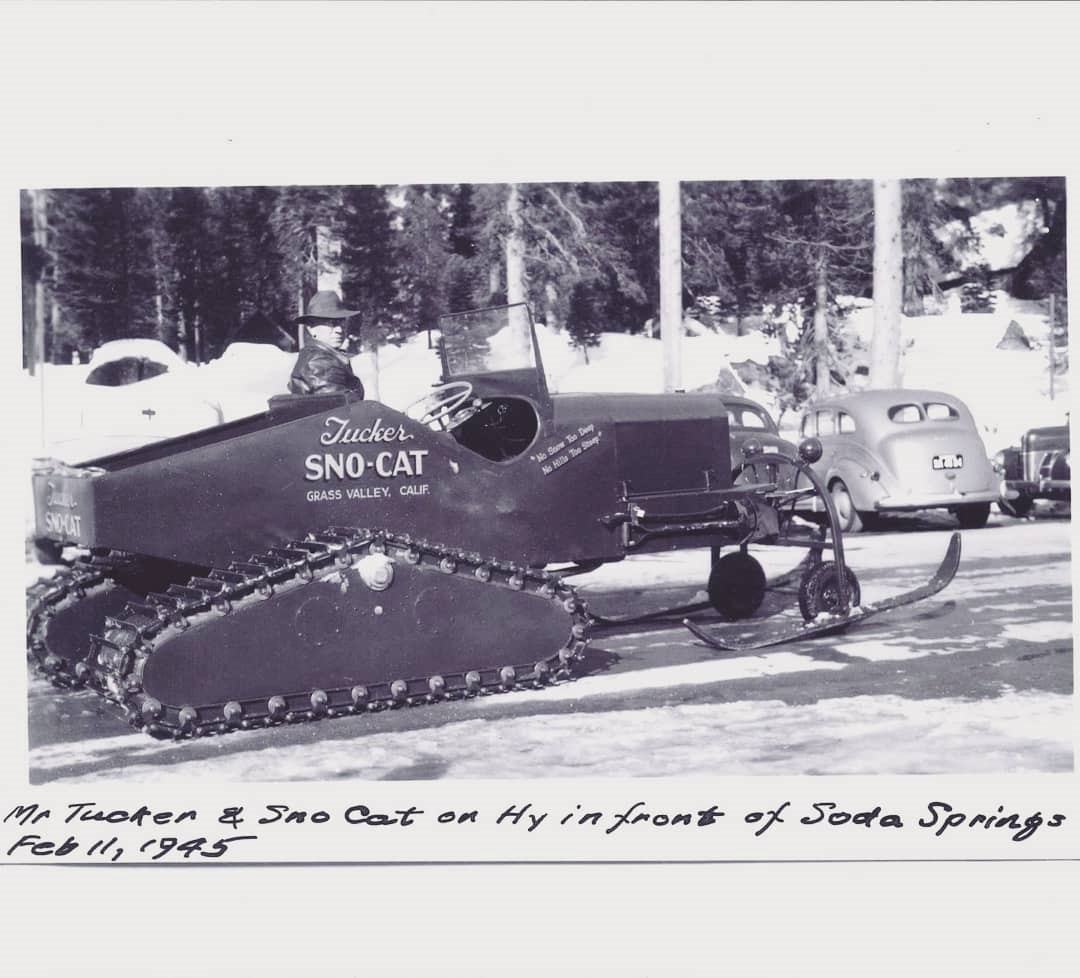
Sno-Cat 1945.
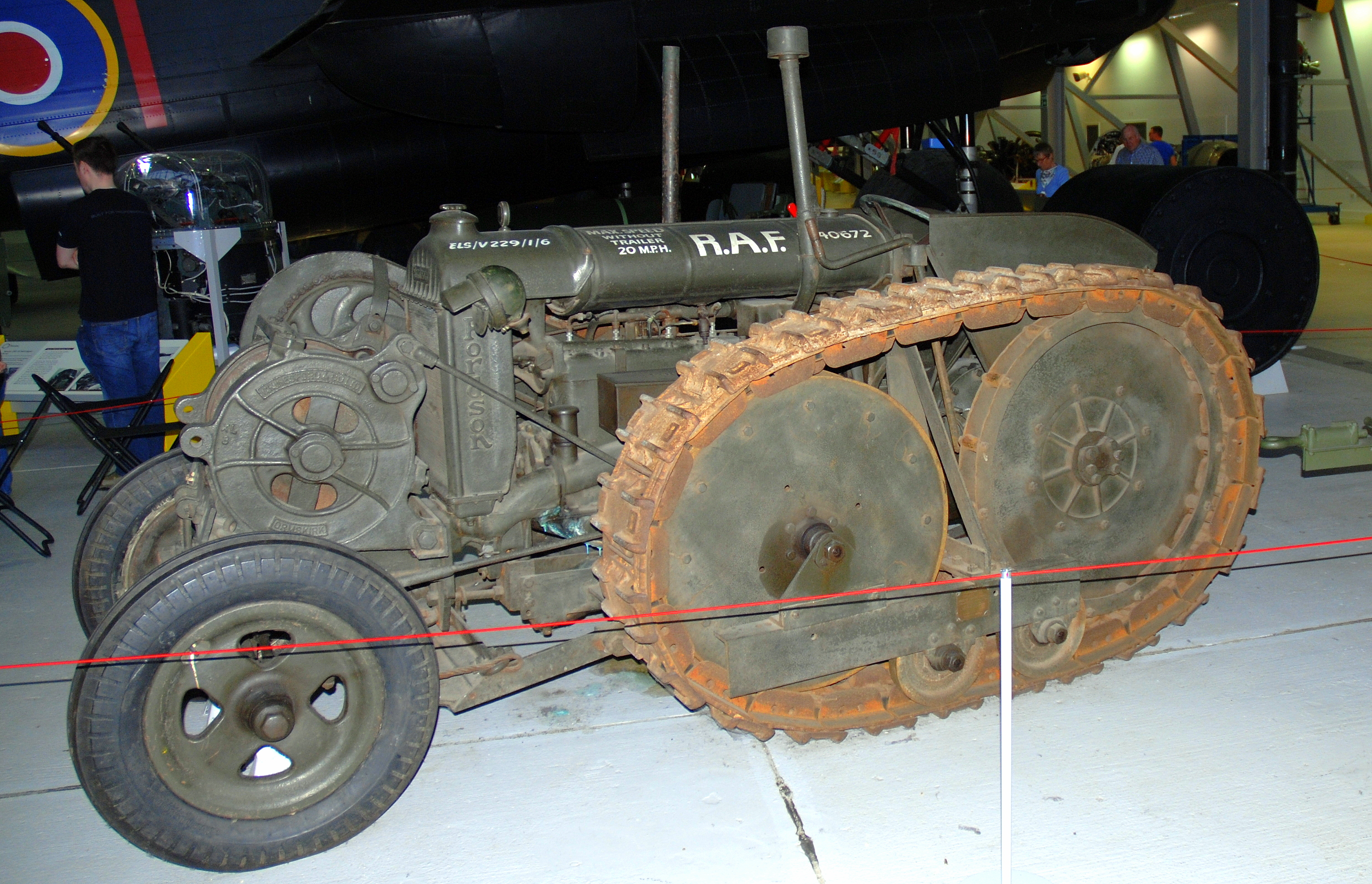
Tracteur Fordson modifié par Roadless Traction Ltd UK, 1941.
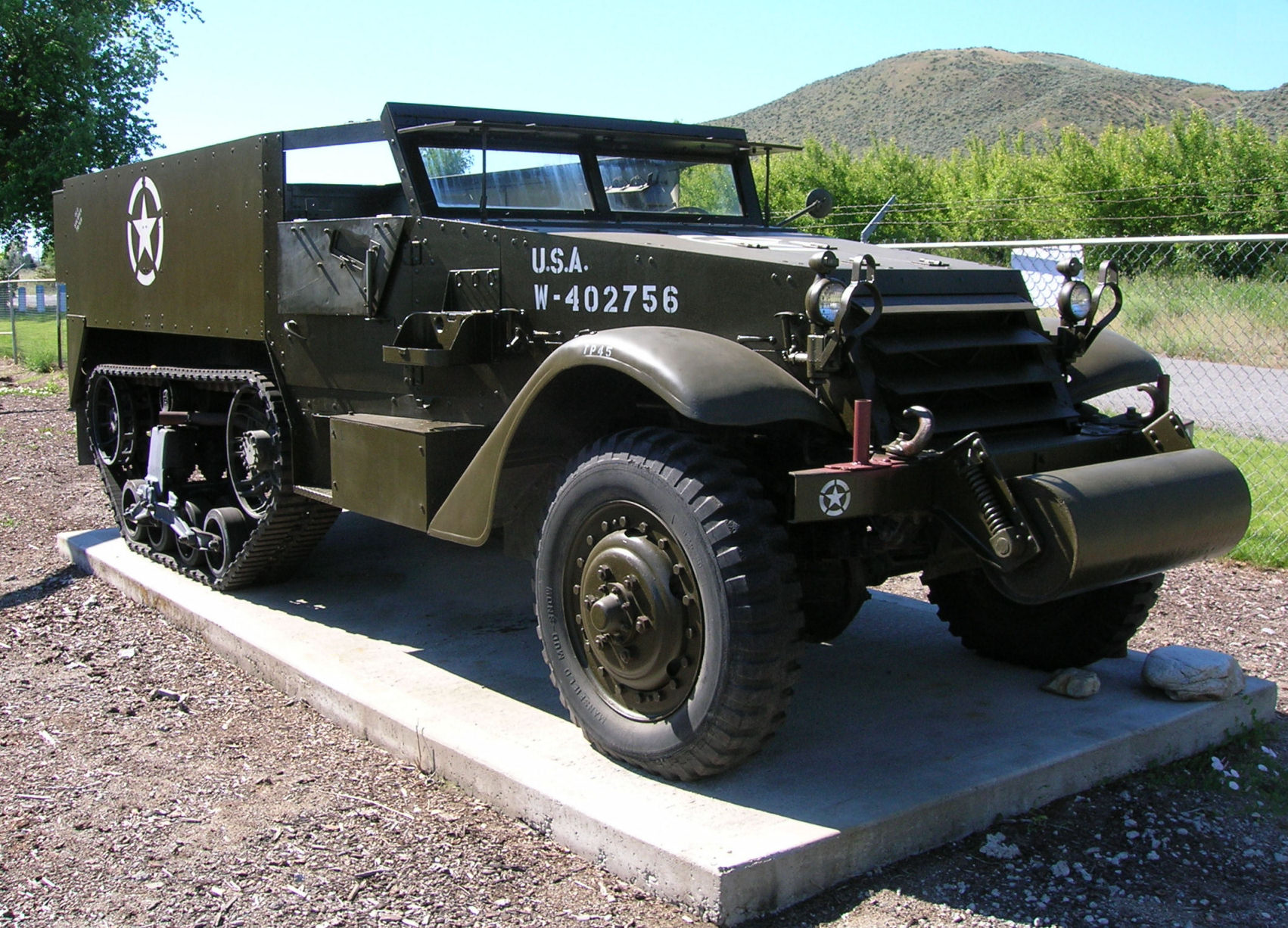
Halftrack M3
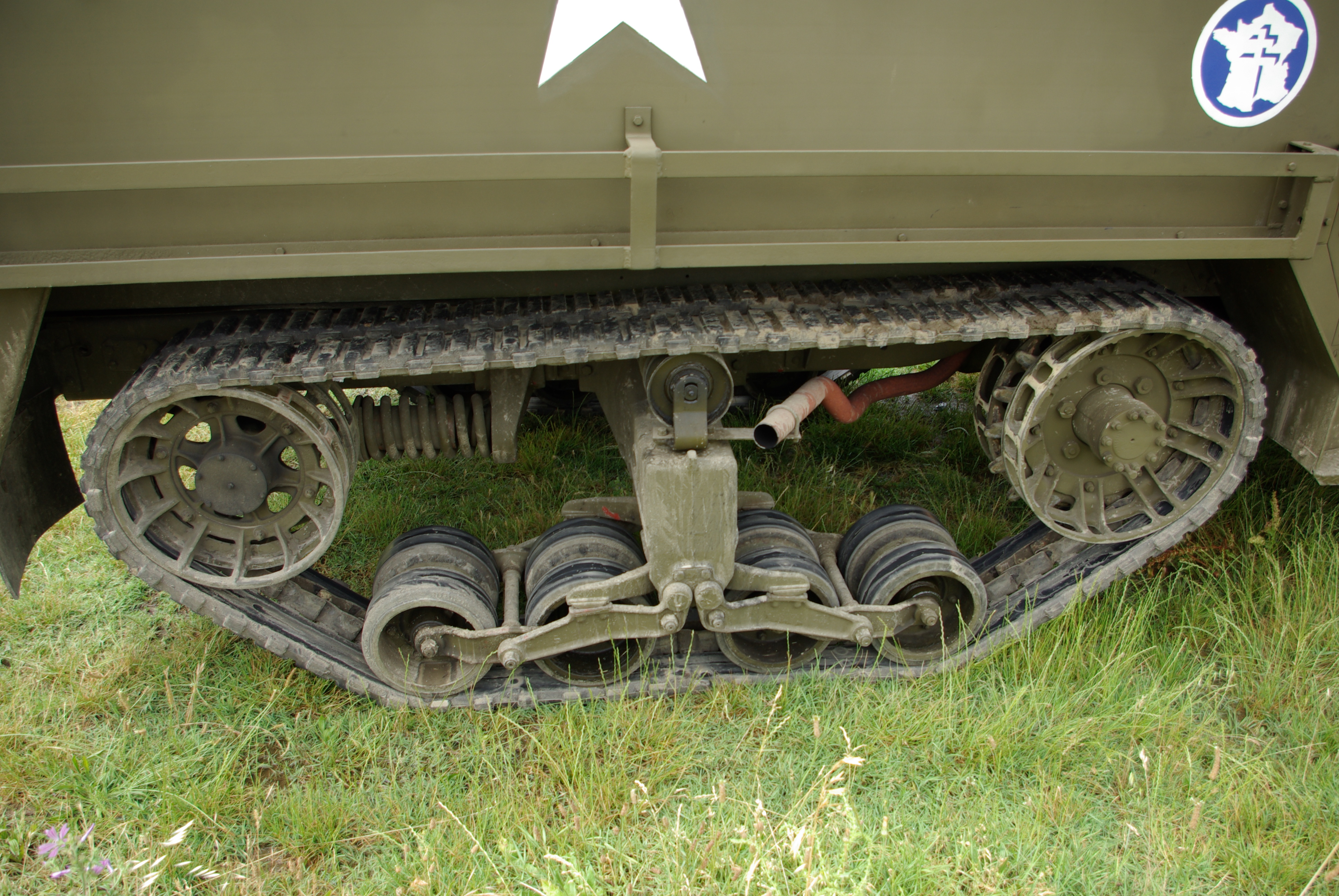
Chenille de M3.
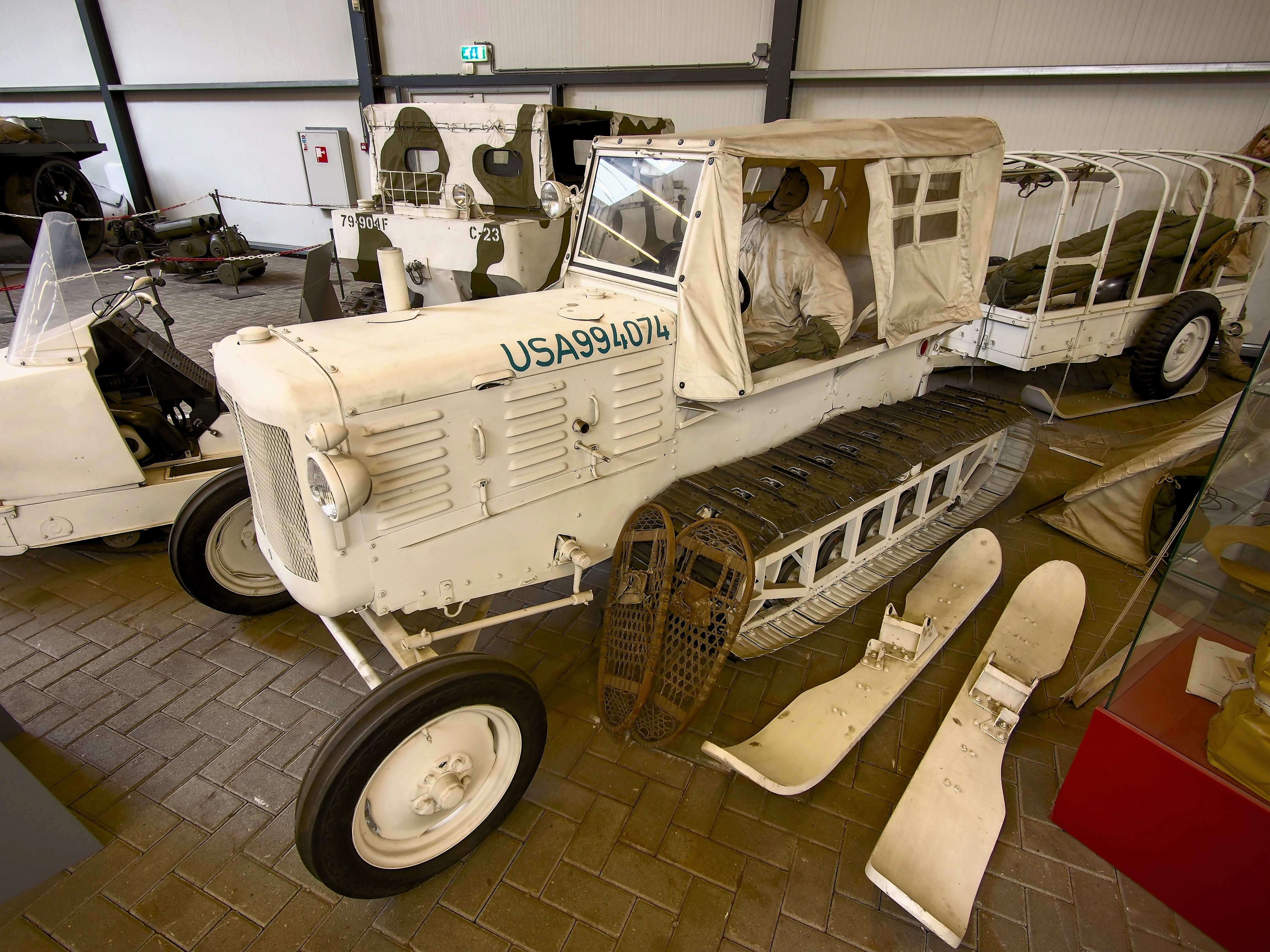
1944 Allis-Chalmers M7 Snow Tractor.
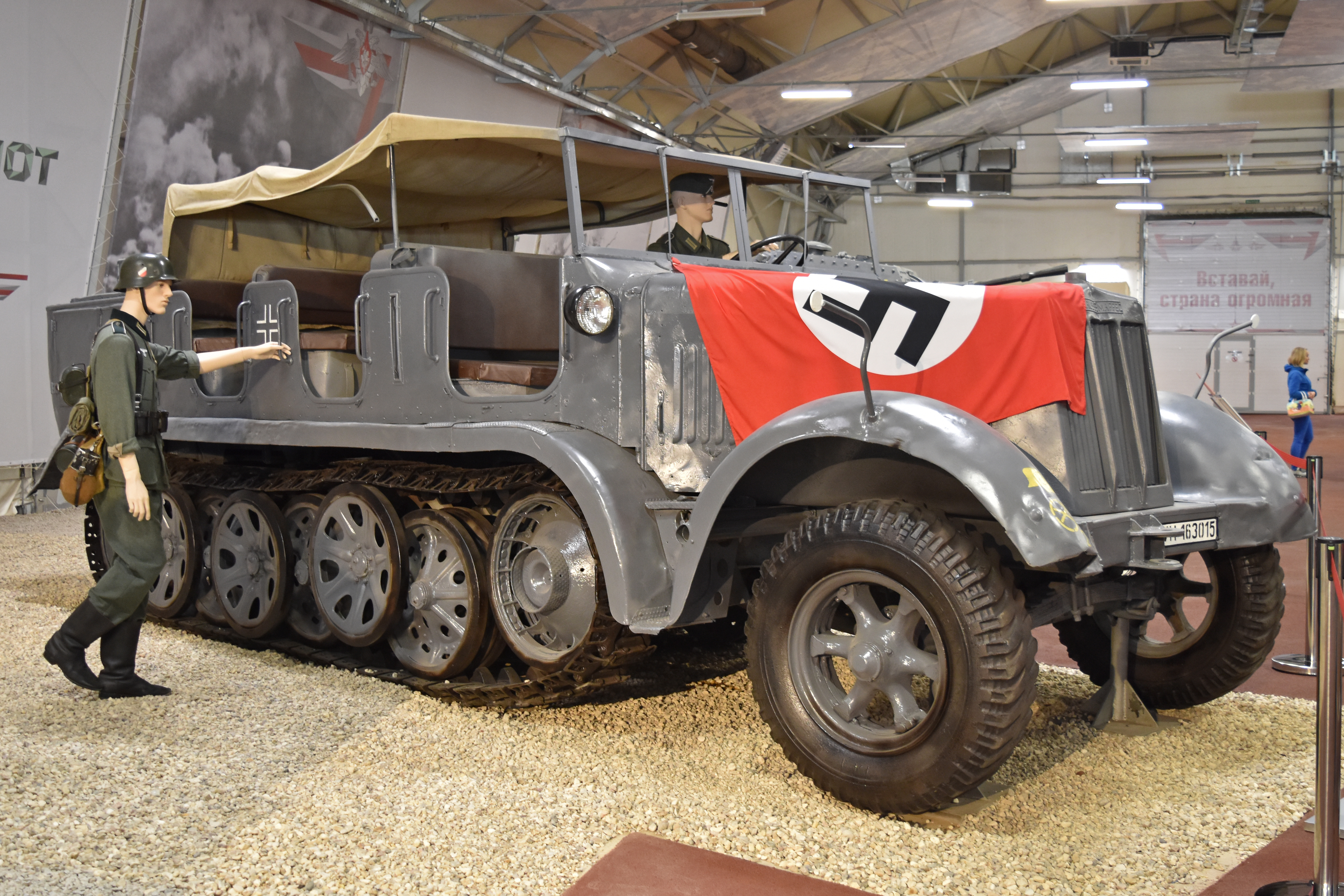
Sd.Kfz.7
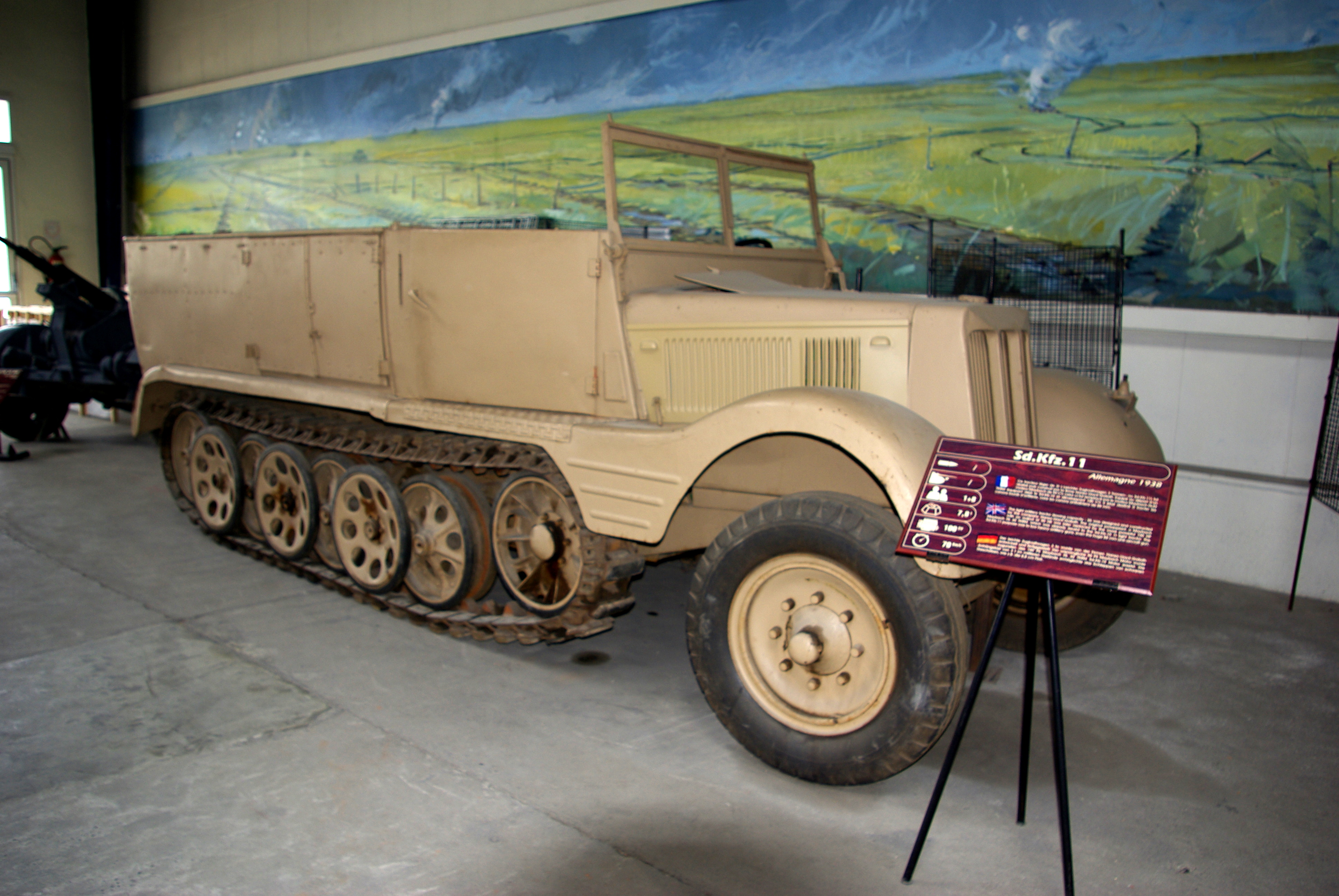
Sd.Kfz.11
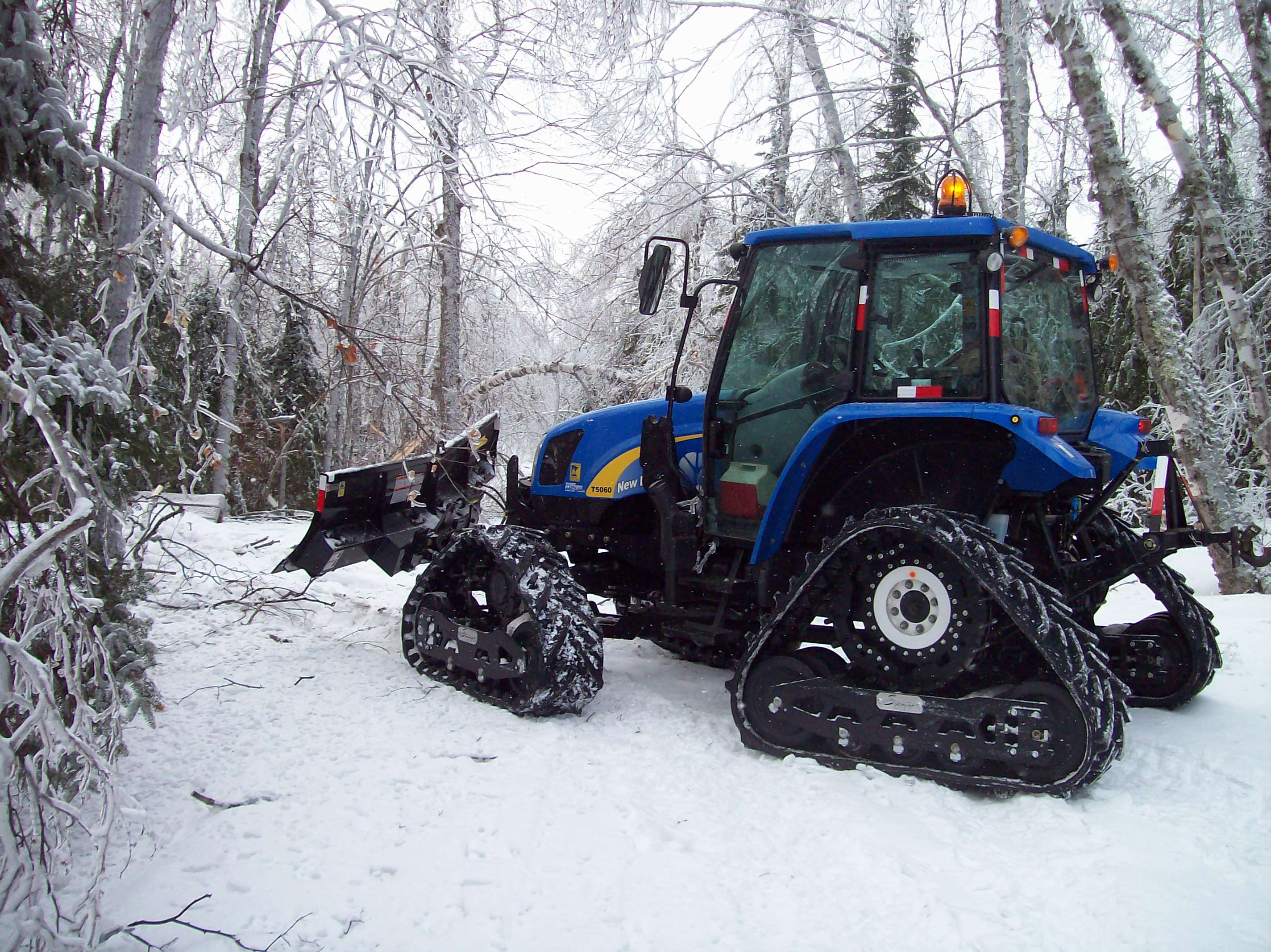
New Holland avec chenilles Soucy.
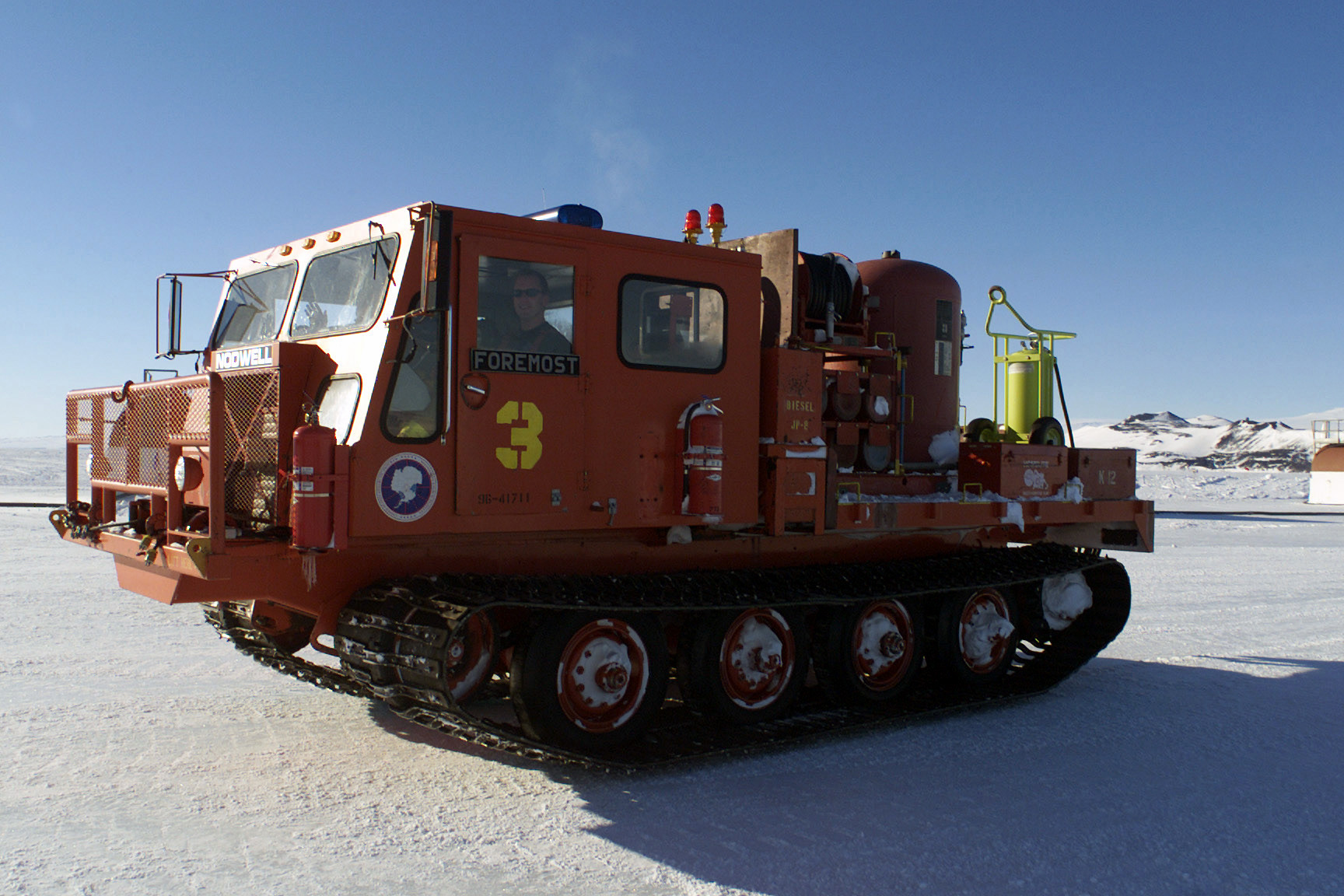
Foremost Nodwell.

## Caractéristiques

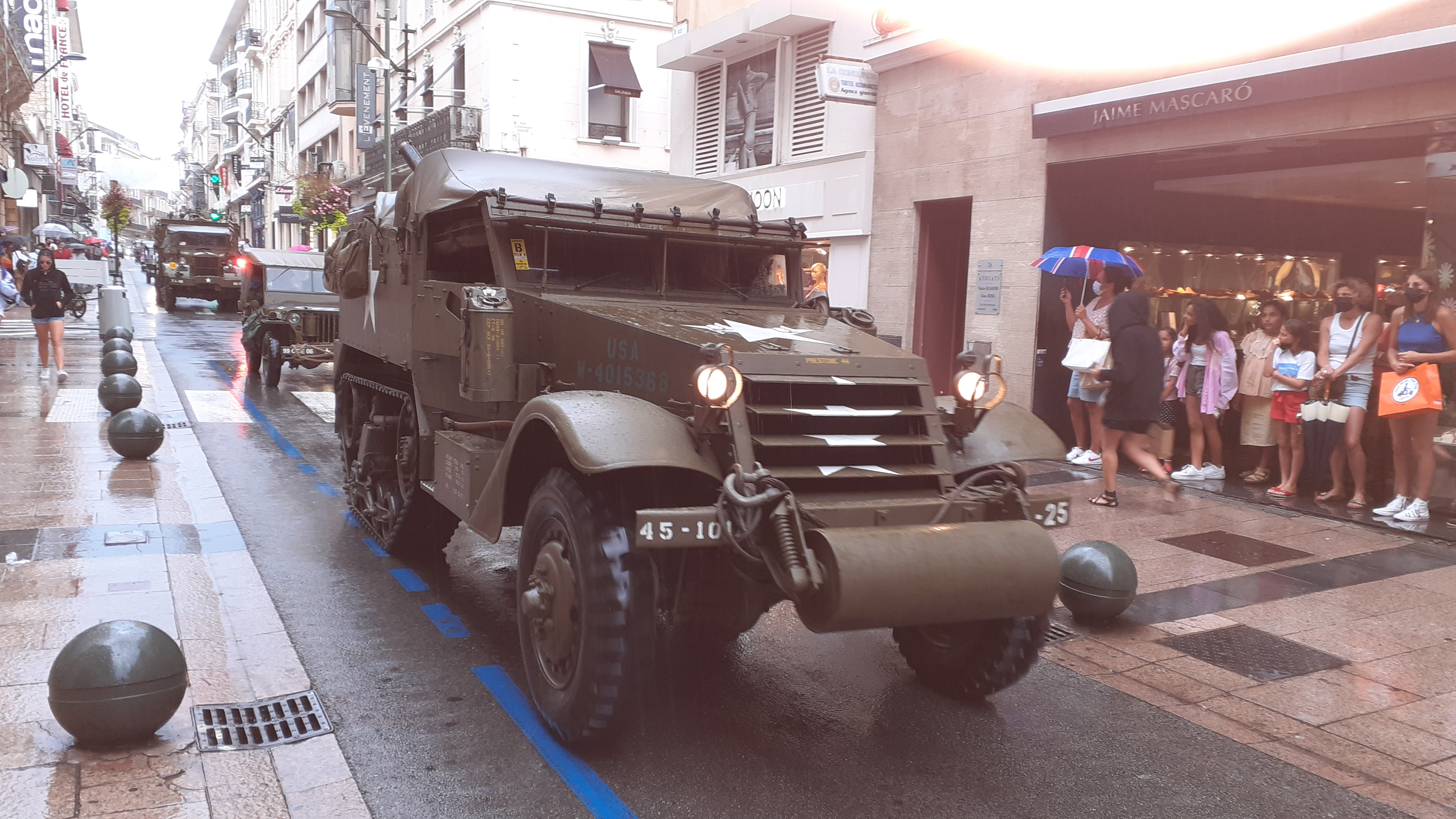
Véhicule militaire américain half-track.

Par rapport à un engin chenillé ordinaire, comme un bulldozer, le semi-chenillé présente les caractéristiques suivantes:
- des chenilles plus légères donc un poids total du véhicule inférieur;
- une direction plus stable et plus précise permettant une vitesse supérieure et des virages sans perte de traction d'une chenille.
- la plate-forme du semi-chenillé lui permet de porter une charge importante ce qui augmente sa capacité à tirer des charges.
- les chenilles moulées en caoutchouc armé d'aujourd'hui sont plus légères, silencieuses, durables et rapides que les chenilles d'acier.
- les chenilles sur châssis triangulaire suivent le relief du terrain, peuvent être adaptées à des véhicules sur roues et permettent une plus grande garde au sol.

Par rapport à un camion, le semi-chenillé est bien plus adapté à des déplacements hors route.
Le principal inconvénient du semi-chenillé est le grand rayon de braquage bien que la plupart pouvaient freiner les chenilles séparément pour faciliter les virages sur les sols mous.